# 立象山展望台

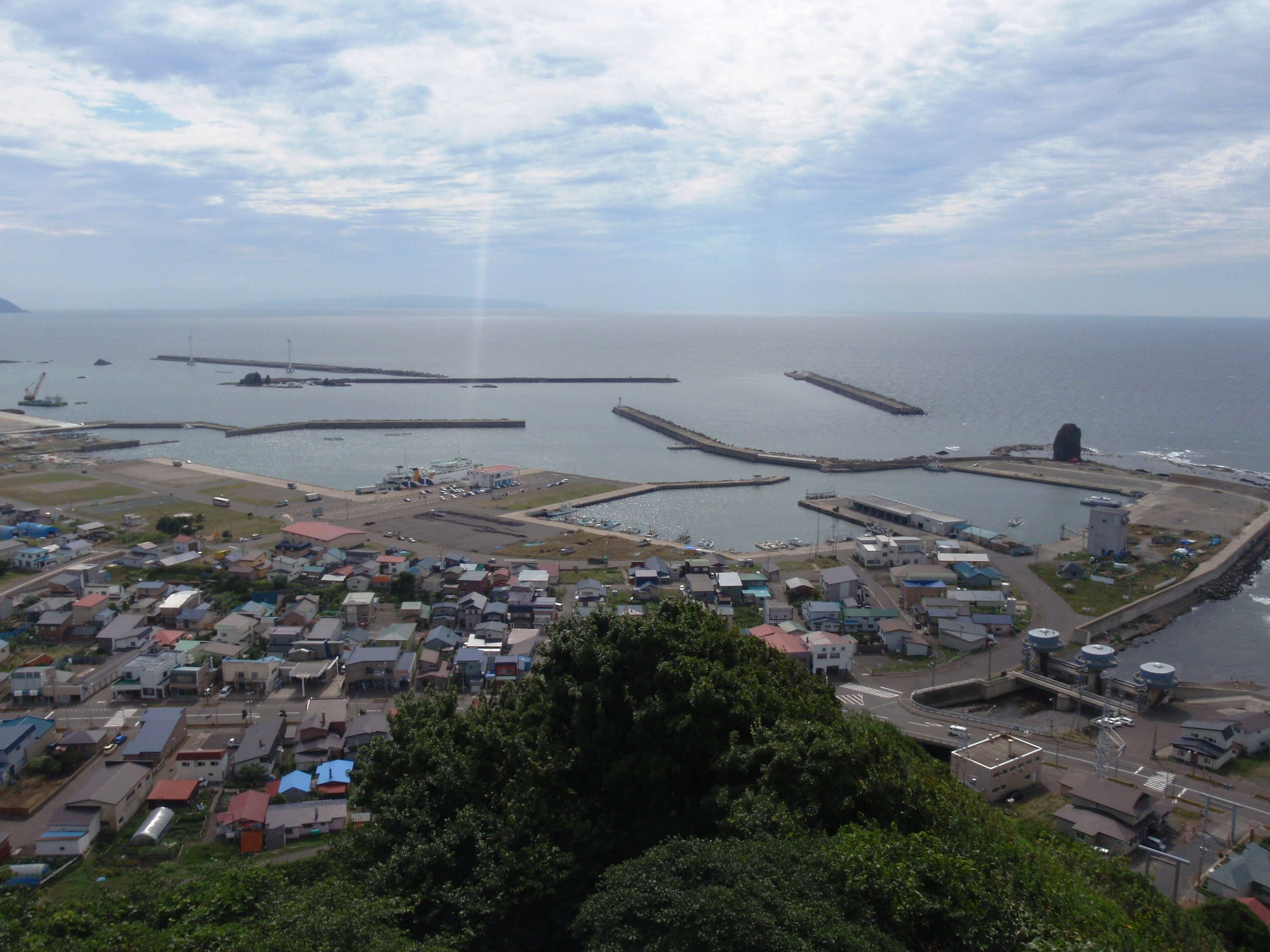
展望台から見下ろす瀬棚港、遠景は奥尻島

立象山展望台（りっしょうざんてんぼうだい）とは、北海道久遠郡せたな町瀬棚区の立象山山頂にある展望台である。展望台周辺は瀬棚青少年旅行村としてキャンプ場に整備されている。

## 名前の所以
山の名前である「立象山」は、遠くから見ると形成する山（丘）が象に見えることから、「立った象の山」に由来する。

## 展望台への道のり
自動車で行く場合は一度山側へ行き、廻りこむ様に展望台へ登る。徒歩の場合、麓の神社の境内から登山道をジグザグに登って行く。距離は短いが急峻な道である。

## 建物
二階建てで更に階段を上ると二階部分の屋上に出ることになりそこが展望台となっている。眺望は絶景であり西に日本海と奥尻島、東には丘陵地帯が広がる農地。また南側は日本初の洋上風力発電の「風見鳥」が見え、夜間には瀬棚市街地の夜景を望める。